# Systropus
Systropus is een vliegengeslacht uit de familie van de wolzwevers (Bombyliidae). De wetenschappelijke naam van het geslacht werd voor het eerst geldig gepubliceerd in 1820 door Christian Rudolph Wilhelm Wiedemann.
Deze vliegen hebben een opvallende vorm van mimicry ontwikkeld, met name ten opzichte van slanke graafwespen, zowel naar lichaamsbouw als naar kleurpatroon. De Amerikaanse soorten lijken uiterlijk op langsteelgraafwespen van het geslacht Sphex. Andere soorten simuleren wespen uit de geslachten Belonogaster of Sceliphron. Ze hebben een buitengewoon slank en lang abdomen, zeer lange achterpoten en lange, dunne antennes. De meeste soorten zijn 15 tot 20 mm lang, voelsprieten inbegrepen.
Systropus-soorten komen bijna overal op de wereld voor, maar niet in Europa of Noord-Afrika. Ze komen vooral voor in vochtige, hete streken.